# Мастос
Мастос (др.-греч. μαστός , лат. mastos) — древнегреческий сосуд, получивший название благодаря своей форме, напоминающей женскую грудь. Мастосы использовались в греческом застолье. Их характерной особенностью была невозможность поставить их на стол, не допив налитое вино.